# Lira pontificia
La lira pontificia fue la moneda de curso legal de los Estados Pontificios entre 1866 y 1870. El 18 de junio de 1866, sustituyó al escudo pontificio con una tasa de cambio de 5,375 liras = 1 escudo. Fue moneda de curso legal hasta 1870, cuando es sustituida por la lira vaticana a razón de 1 a 1.

## Orígenes

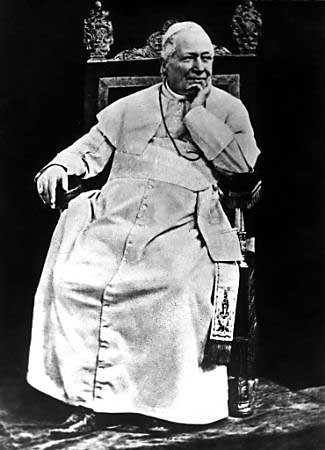
S.S. Pío IX

En 1866, el papa Pio IX llevó a cabo una reforma monetaria con el fin de integrar a los Estados Pontificios (cuyos dominios ya se limitaban solo al llamado Patrimonio de San Pedro) a las condiciones de pesos, diámetros y unidades marcadas por la desaparecida Unión monetaria latina y a su vez, a la unidad monetaria del recién unificado Reino de Italia.

## Monedas
El primer cono monetario de este periodo estuvo comprendido por monedas de cobre de 1 centésimo, ½, 1 y 4 soldi, de plata de 5, 10 soldi, 1, 2, 2½ y 5 liras, y de oro de 5, 10, 20, 50 y 100 liras pontificias. Todas ellas adaptadas a los pesos, diámetros y ley marcados por la Unión monetaria latina, con la excepción de las monedas de 4 y 5 soldi y 2½ liras, que permanecieron como vestigios simbólicos de la unidad monetaria anterior.

En el cuadro que aparece a continuación se especifican las características técnicas de las últimas monedas de curso legal que fueron acuñadas después de la reforma monetaria de 1866:

| Denominación       | Metal | Ley (ml) | Peso (g) | Ø (mm) | Canto    | Cecas |
| ------------------ | ----- | -------- | -------- | ------ | -------- | ----- |
| 100 liras          | Oro   | 0,900    | 32,25    | 35,50  | Estriado | R     |
| 50 liras           | Oro   | 0,900    | 16,12    | 28,50  | Estriado | R     |
| 20 liras           | Oro   | 0,900    | 6,45     | 22,00  | Estriado | R     |
| 10 liras           | Oro   | 0,900    | 3,22     | 19,50  | Estriado | R     |
| 5 liras            | Oro   | 0,900    | 1,61     | 17,00  | Estriado | R     |
| 5 liras            | Plata | 0,900    | 25,00    | 38,00  | Estriado | R     |
| 2½ liras           | Plata | 0,835    | 12,50    | 32,00  | Estriado | R     |
| 2 liras            | Plata | 0,835    | 10,00    | 28,00  | Estriado | R / B |
| 1 lira             | Plata | 0,835    | 5,00     | 24,00  | Estriado | R     |
| 10 soldi (50 Cts.) | Plata | 0,835    | 2,50     | 18,50  | Estriado | R     |
| 5 soldi (25 Cts.)  | Plata | 0,835    | 16,20    | 1,25   | Liso     | R     |
| 4 soldi (20 Cts.)  | Cobre | 0,950    | 20,00    | 36,00  | Liso     | R     |
| 2 soldi (10 Cts.)  | Cobre | 0,950    | 10,00    | 33,00  | Liso     | R     |
| 1 soldo (5 Cts.)   | Cobre | 0,950    | 5,00     | 26,00  | Liso     | R / B |
| ½ soldo (2½ Cts.)  | Cobre | 0,950    | 2,50     | 22,50  | Liso     | R     |
| 1 centésimo        | Cobre | 0,950    | 1,00     | 15,50  | Liso     | R     |
| R = Roma           |       |          |          |        |          |       |